# Real Oviedo Rugby
El Real Oviedo Rugby es un equipo de rugby de Oviedo, Principado de Asturias (España). Compite en la División de Honor B.
Ha militado durante cuatro temporadas en la División de Honor de rugby (1990-91, 1998-99, 1999-2000 y 2000-01) y más de 30 en la División de Honor B.

## Historia
El Club se fundó como Oviedo Rugby Club el 26 de agosto de 1983 por la unión del Club Atlético Universitario (CAU) y del Económicas, ambos equipos de Oviedo. Su primer presidente fue Tomás Lago (hasta la temporada 1991/1992) y Emilio Cilleros fue su primer entrenador (que prestaría sus servicios hasta la temporada 1990/91). En estos años se logró subir al equipo sénior desde la categoría regional a División de Honor. El primer domicilio social fue la Cervecería Prost. En esta época, por la falta de campos de juego en Oviedo, el equipo se desplaza a jugar sus partidos a Gijón, a los campos de la Universidad Laboral.
En la temporada 1986/1987, asciende a Primera Nacional logrando un 4.º puesto en su primer año, un 2.º puesto en el siguiente y el campeonato en la tercera temporada ascendiendo directamente a División de Honor en la temporada 1989/90. Durante todas estas temporadas el Club disputa su partidos en Tudela de Agüeria, en el concejo ovetense.
Debuta en la temporada 1990/91 en la máxima categoría con la denominación comercial de Tradehi Oviedo Rugby Club, quedando en última posición y descendiendo nuevamente a la Primera División Nacional. El equipo sufre un nuevo desplazamiento fuera del concejo de Oviedo y durante esta temporada juega sus partidos en el Campo de la Morgal en Llanera. En la temporada 1991/1992, es elegido Presidente del Club, Don Enrique Casares Fernández, que continuó hasta la Temporada 2005/2006. En esa temporada alcanza el 8.º puesto de la Primera Nacional, en la 1992/93 el 5.º, en la 1993/94 el 3.º puesto, en la 1994/95 el 1.º puesto del Grupo A quedando 3.º en la Fase Final, en la 1995/1996 el 1.º puesto del Grupo A quedando 3.º en la Fase Final, en la 1996/1997 el 2.º puesto del Grupo A, y en la 1997/1998 el 1.º puesto del Grupo A quedando 1.º en la Fase Final, por lo que asciende nuevamente a División de Honor.
En la temporada 1992/1993, se incorpora al equipo Xabier Guerediaga como jugador y entrenador del primer equipo hasta la temporada 2007/2008 a excepción de las temporadas 1999/2000, cuyo entrenador fue el inglés, Jeremy, y la temporada 2006/2007, en la que el entrenador fue Tomás Martín. En la temporada 1994/1995, el Club vuelve nuevamente a disputar sus partidos en Oviedo, en el Campo de San Lázaro, hasta el año 1998, en el que se termina el Campo de Rugby El Naranco, donde actualmente disputa sus partidos. En División de Honor obtiene en la 1998/99 el 9.º puesto, en la 1999/2000 el 7.º puesto y en la 2000/01 el 10.º puesto descendiendo a División de Honor B en la que permanece desde entonces. En septiembre de 2006 es elegido Presidente del Club Jaime Martínez Gónzalez Río.
En agosto de 2014 el Real Oviedo, el Oviedo Rugby Club y el Ayuntamiento de Oviedo llegaron a un acuerdo por el que el 'quince del oso' pasó a llamarse Real Oviedo Rugby, utilizando las marcas del Real Oviedo desde la temporada 2014/15.
Su última temporada en División de Honor B hasta la actualidad fue la temporada 2017/18, en la que terminaron al final de la tabla del Grupo A (Norte), lo que supuso un descenso matemático directo a falta de jugar el último partido contra el Vigo RC, que fue cancelado debido al estado del campo del Naranco.

## Trayectoria
La siguiente tabla muestra la trayectoria del primer equipo sénior masculino en competiciones ligueras nacionales
| Categoría    | 18   | 17   | 16  | 15  | 14  | 13  | 12  | 11  | 10  | 09  | 08  | 07  | 06  | 05  | 04  | 03  | 02  | 01   | 00  | 99  | 98  | 97  | 96  | 95  | 94  | 93  | 92  | 91   | 90  | 89  | 88  | 87 |
| ------------ | ---- | ---- | --- | --- | --- | --- | --- | --- | --- | --- | --- | --- | --- | --- | --- | --- | --- | ---- | --- | --- | --- | --- | --- | --- | --- | --- | --- | ---- | --- | --- | --- | -- |
| Div.Honor    |      |      |     |     |     |     |     |     |     |     |     |     |     |     |     |     |     | 10.º | 7.º | 9.º |     |     |     |     |     |     |     | 10.º |     |     |     |    |
| Div.Honor B  | 12.º | 11.º | 7.º | 7.º | 6.º | 3.º | 3.º | 5.º | 4.º | 6.º | 7.º | 7.º | 7.º | 6.º | 4.º | 6.º | 7.º |      |     |     |     |     |     |     |     |     |     |      |     |     |     |    |
| 1.ª Nacional |      |      |     |     |     |     |     |     |     |     |     |     |     |     |     |     |     |      |     |     | 1.º | 2.º | 1.º | 1.º | 3.º | 5.º | 8.º |      | 1.º | 2.º | 4.º |    |

La División de Honor B existe desde la temporada 1998-99. Anteriormente la Primera Nacional era el 2.º nivel del rugby español. Fuente (enlace roto disponible en Internet Archive; véase el historial, la primera versión y la última)..

## Terreno de juego

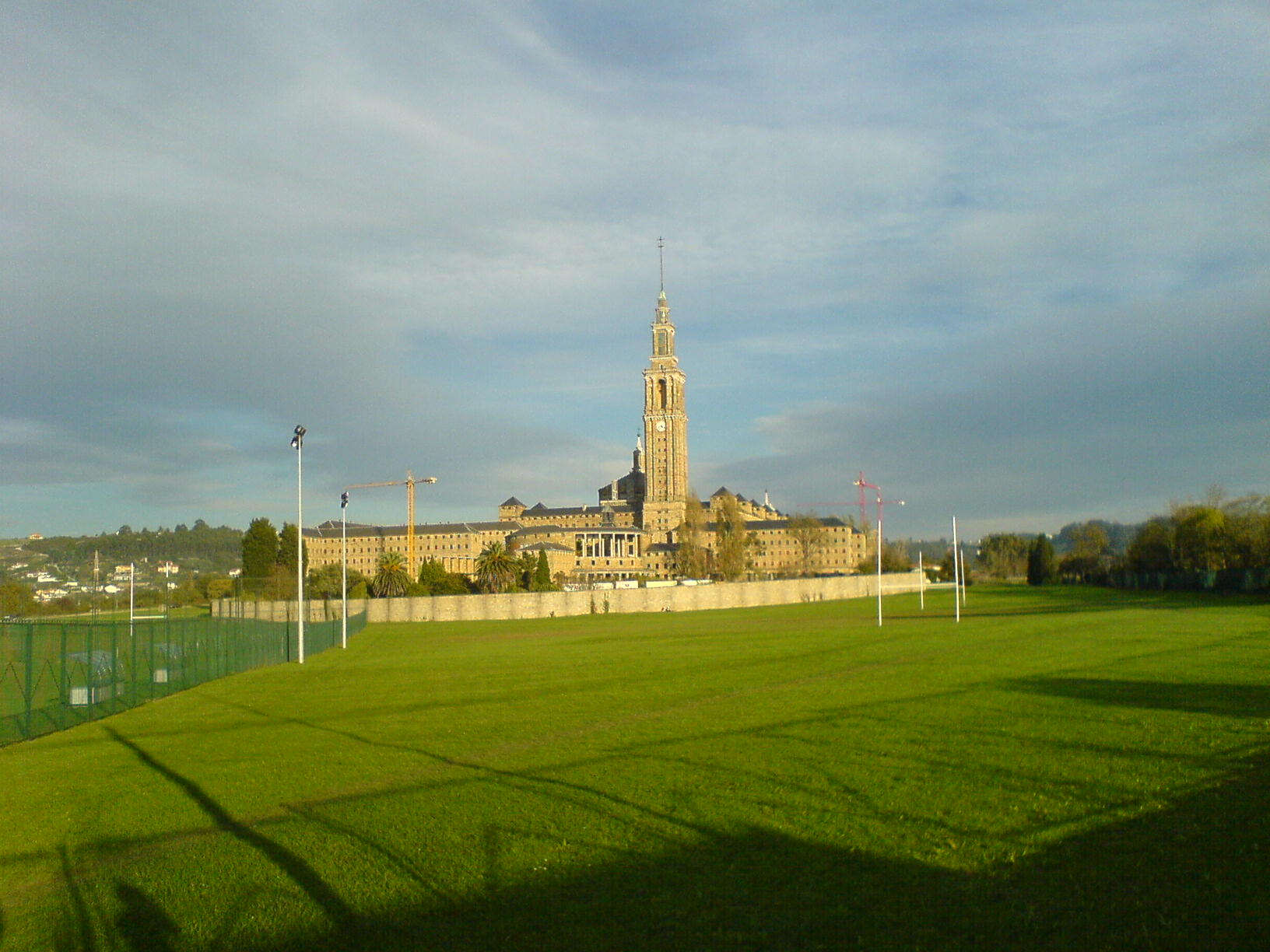
El Oviedo Rugby Club disputó sus primeros encuentros en el campo de rugby de la Universidad Laboral de Gijón.

El terreno de juego del Real Oviedo Rugby es el Campo de Rugby El Naranco, situado en la Avenida de los Monumentos s/n (Oviedo). A lo largo de su historia el club también ha disputado sus encuentros como local en el campo de la Universidad Laboral de Gijón, el Campo de La Morgal (Llanera), el campo de Tudela de Agüeria (Oviedo) y el Campo de San Lázaro (Oviedo).

## Uniforme
El Oviedo Rugby Club viste con camiseta y medias azules  con pantalón blanco en su primer uniforme, cambiando a camiseta y medias blancas en la segunda equipación.

## Palmarés
- Campeón de Primera Nacional (4):[3] 1989-90 (grupo Centro-Sur-Noroeste), 1994-95 (grupo A), 1995-96 (grupo A) y 1997-98 (grupo A y fase final)
- Subcampeón de Primera Nacional (2):[3] 1988-89 (grupo Centro-Sur-Noroeste) y 1996-97 (grupo A)
- Campeón Regional de Asturias[3]
- Campeón Liga AON Norte[3]